# Studio Pierrot
Studio Pierrot (яп. 株式会社ぴえろ кабусики-гайся пиэро) — японская анимационная студия, основанная в 1979 году бывшими служащими Tatsunoko Production. Её бессменным руководителем является Юдзи Нунокава, до этого бывший аниматором и режиссёром на студиях Hoei Production, Mushi Productions, Studio Jack и Tatsunoko Production. Логотипом компании является лицо клоуна. Pierrot — японское заимствованное слово, обозначающее клоуна, произошедшее от имени персонажа Пьеро.

## История
Первоначально студия создавалась для производства качественных телевизионных аниме-сериалов, и именно благодаря им приобрела популярность. Среди известных работ Studio Pierrot — сериалы Gensomaden Saiyuuki, «Крутой учитель Онидзука», «Блич», «Наруто», «Таинственная игра» и «Боруто». В 1984 году была основана дочерняя компания Pierrot Project, специализирующаяся на производстве игрушек, наклеек и другой сопутствующей атрибутики.
Также студия известна аниме-сериалами в жанре махо-сёдзё. Они обладают следующими общими чертами: главная героиня учится в начальной школе; героиня является обычным человеком, получившим волшебный предмет от существ из мира фей в знак благодарности за благой поступок; с помощью заклинания или волшебного предмета девочка превращается во взрослую девушку (исключение — Magical Idol Pastel Yumi) и становится новой звездой эстрады; героине помогают выходцы из мира фей, принявшие облик животных. Первые четыре сериала — Creamy Mami, the Magic Angel (1983—1984), Mahou no Yousei Persia (1984—1985), Magical Emi, the Magic Star (1985—1986), Pastel Yumi, the Magic Idol (1986) — еженедельно транслировались по NTV с 18:00 до 18:30. Последнее аниме, Fancy Lala (1998), продюсировалось TV Osaka и было показано в утреннем блоке на телеканале TV Osaka.

## Аниме
- Nils no Fushigi na Tabi (1980—1981)
- Urusei Yatsura (1981—1986)
- Maicching Machiko Sensei (1981—1983)
- Spoon Oba-san (1983—1984)
- Maho no Tenshi Creamy Mami (1983—1984)
- Chikkun Takkun (апр. 1984 — сен. 1984)
- Magical Fairy Persia (1984—1985)
- Sei Jushi Bismark (1984—1985)
- Maho no Star Magical Emi (1985—1986)
- Ninja Senshi Tobikage (1985—1986)
- Maho no Idol Pastel Yumi (март 1986 — авг. 1986)
- Anmitsu Hime (1986—1987)
- Ganbare, Kikka-zu! (1986—1987)
- Kimagure Orange Road (1987—1988)
- Norakuro-kun (1987—1988)
- Osomatsu-kun (1988—1989)
- Moero! Oni-san (март 1988 — сен. 1988)
- Hi-Speed Jecy (1989—1990)
- Magical Hat (1989—1990)
- Like the Clouds, Like the Wind (1990)
- Heisei Tensai Bakabon (янв. 1990 — дек. 1990)
- Karakuri Kengou Den Musashi Road (1990—1991)
- Edokko Boy Gatten Tasuke (1990—1991)
- Three Little Ghosts (1991—1992)
- Maruda Dame Otto (1991—1992)
- YuYu Hakusho (1992—1995)
- Tottemo! Luckyman (1994—1995)
- Ninku (1995—1996)
- Fushigi Yuugi (1995—1996)
- Midori no Makibaoh (1996—1997)
- Hajime Ningen Gon (1996—1997)
- Aka-chan to Boku (1996—1997)
- Hyper Police (апр. 1997 — сен. 1997)
- CLAMP School Detectives (май 1997 — окт. 1997)
- Flame of Recca (1997—1998)
- Takoyaki Mantoman (1998—1999)
- Mahou no Stage Fancy Lala (апр. 1998 — сен. 1998)
- Neo Ranga (апр. 1998-сен. 1998)
- Dokkiri Doctor (Doctor Surprise) (1998—1999)
- Yoiko (1998—1999)
- Chiisana Kyojin Microman (янв. 1999 — дек. 1999)
- Power Stone (апр. 1999-сен. 1999)
- I’m Gonna Be An Angel! (Tenshi ni Narumon!) (апр. 1999 — сен. 1999)
- «Крутой учитель Онидзука» (1999—2000)
- Rerere no Tensai Bakabon (1999—2000)
- The Super Milk-chan Show (янв.2000 — апр.2000)
- Gensomaden Saiyuuki (2000—2001)
- Ayashi no Ceres (апр. 2000 — сен. 2000)
- Gakko no Kaidan (2000—2001)
- Super Gals! Kotobuki Ran (2001—2002)
- Kaze no Yojimbo (2001—2002)
- «Хикару и го» (2001—2003)
- Kogepan (2001)
- Tokyo Mew Mew (2002—2003)
- «Двенадцать королевств» (2002—2003)
- Tokyo Underground (апр. 2002 — сен. 2002)
- PiNMeN (2002)
- «Наруто» (2002 — фев. 2007)
- E's Otherwise (апр. 2003 — сен. 2003)
- Detective School Q (2003—2004)
- Saiyuuki RELOAD (2003—2004)
- Saiyuuki RELOAD GUNLOCK (апр. 2004 — сен. 2004)
- Midori Days (Midori no Hibi) (апр. 2004 — июнь 2004)
- Блич (2004—2012)
- Victorian Romance Emma (апр. 2005 — июнь 2006)
- Sugar Sugar Rune (2005—2006)
- Naruto: Shippuuden (фев. 2007 — март 2017)
- Blue Dragon (2007—2010)
- Beelzebub (янв. 2011 — март 2012)
- Level E (2011)
- Naruto SD: Rock Lee no Seishun Full-Power Ninden (2012—2013)
- Kingdom (2012—2013)
- Shirokuma Cafe (2012—2013)
- Kingdom 2 (2013—2014)
- Gaist Crusher (2013—наст. время)
- Baby Steps (2014)
- Soredemo Sekai wa Utsukushii (2014)
- Sabagebu! (2014)
- «Токийский гуль» (2014)
- Akatsuki no Yona (2014)
- Re-Kan! (анимирован Pierrot+) (2015)
- Tokyo Ghoul A (2015)
- Tokyo Ghoul: JACK (OVA) (2015)
- Tokyo Ghoul: PINTO (OVA) (2015)
- Baby Steps 2 (2015)
- Osomatsu-san (2015—2016)
- Divine Gate (2016)
- Sousei no Onmyouji (2016)
- Onigiri (2016)
- Fukigen na Mononokean (2016)
- Eldlive (2017)
- Shishou Series (2017)
- Боруто (2017–2023)
- Convenience Store Boy Friends (2017)
- Osomatsu-san 2 (2017—2018)
- Black Clover (2017—2021)
- Dynamic Chord (2017)
- Sanrio Boys (2017)
- Puzzle & Dragons (2018—н.в.)
- Tokyo Ghoul: re (2018)
- Tokyo Ghoul: re 2[англ.] (2018)

### 2020-е
| Год   | Название                                         | Режиссер          | Дата начала трансляции | Дата окончания трансляции | Эпизоды | Примечания                       |
| ----- | ------------------------------------------------ | ----------------- | ---------------------- | ------------------------- | ------- | -------------------------------- |
| 2020! | Kingdom 3                                        | Кэнъити Имаидзуми | 6 апреля 2020 г.       | 17 октября 2020 г.        | 26      | Совместно с Signpost.            |
| 2020! | Akudama Drive                                    | Томохиса Тагути   | 8 октября 2020 г.      | 24 декабря 2020 г.        | 12      | Оригинальная работа.             |
| 2020! | Osomatsu-san 3                                   | Ёити Фудзита      | 13 октября 2025 г.     | 30 марта 2025 г.          | 25      | Продолжение Osomatsu-san 2.      |
| 2022  | Kingdom 4                                        | Кэнъити Имаидзуми | 10 апреля 2022 г.      | 2 октября 2022            | 26      | Совместно с Signpost.            |
| 2022  | Play It Cool, Guys                               | Тиаки Кон         | 11 октября 2022 г.     | 28 марта 2023 г.          | 24      | На основе веб-манги Коконэ Ната. |
| 2022  | Bleach: Thousand-Year Blood War                  | Томохиса Тагути   | 11 октября 2022 г.     | 27 декабря 2022 г.        | 13      | Продолжение Bleach.              |
| 2023  | Bleach: Thousand-Year Blood War - The Separation | Томохиса Тагути   | 8 июля 2023 г.         | 30 сентября 2023 г.       | 13      |                                  |